# Cap-Pelé
Cap-Pelé è un villaggio del Canada, situato nella provincia del Nuovo Brunswick.